# Băbăița
Băbăița è un comune della Romania di 3 063 abitanti, ubicato nel distretto di Teleorman, nella regione storica della Muntenia.
Il comune è formato dall'unione di 2 villaggi: Băbăița e Merișani.
Nel 2005 si sono staccati da Băbăița i villaggi di Clănița e Frăsinet, andando a formare il comune di Frăsinet.